# برمید آهن (III)
برمید آهن (III) (به انگلیسی: Iron(III) bromide) با فرمول شیمیایی FeBr3 یک ترکیب شیمیایی است؛ که جرم مولی آن ۲۹۵٫۵۶ g/mol می‌باشد. شکل ظاهری این ترکیب، جامد قهوه‌ای است.